# 검시

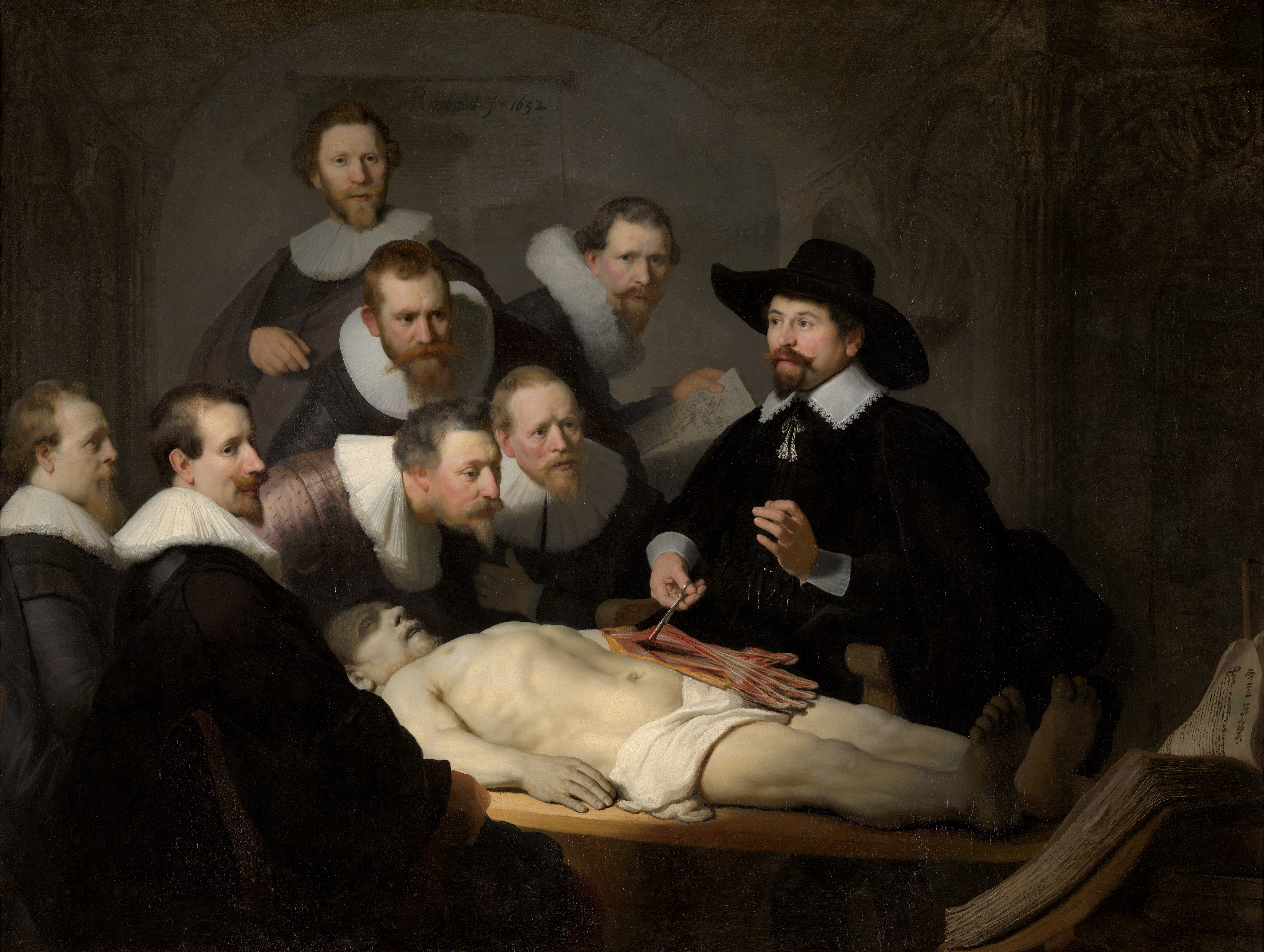

검시(檢屍, 영어: autopsy 또는 postmortem examination)는 사람의 사망이 범죄에 의한 것인가를 판단하기 위하여 수사기관(검사 또는 경찰)이 변사체를 조사하는 일이다. 검시의 목적은 범죄의 발견과 증거의 확보이다.
사체의 검시는 그 성격이 수사 전의 처분으로서, 그 처분의 대상이 사체이고 또한 긴급을 요하는 처분이므로 법관의 영장 없이 행해진다. 특히 해부가 필요한 경우를 '부검'(剖檢, autopsy)이라고 한다.
사망 원인이 자살인 경우 물리적 부검과 심리적 부검(psychological autopsy)이 이루어진다. 물리적인 부검은 자살의 물리적 수단이 무엇인지 규명하기 위함이고, 심리적 부검은 자살의 심리적 원인을 분석하기 위함이다.

## 심리적 부검
심리적 부검은 자살자의 성장 과정, 의학적 병력, 사회적 활동 등을 중심으로 당시 심리에 대해 자세히 조사하는 것을 의미한다. 심리적 부검 순서는 다음과 같다.
1. 자살자의 가족과 주변인을 만나 면담한다.
2. 자살자의 유서나 일기 등 남은 기록, 경찰의 수사 기록, 병원의 의무 기록 등을 살펴본다.
3. 검시관의 진술 등을 수집한다.
4. 자살의 심리적 원인을 규명한 후 자살 예방 대책을 수립하는 데 참고 자료로 사용한다.

## 같이 보기
- 시체검안서
- 삼검 : 조선시대 형사제도의 하나로, 살인 사건에서 3회에 걸쳐 검시하는 일.